# Brasema schizomorpha
Brasema schizomorpha är en stekelart som beskrevs av Gibson 1995. Brasema schizomorpha ingår i släktet Brasema och familjen hoppglanssteklar. Inga underarter finns listade.